# Ourense Fútbol Sala
El Ourense Fútbol Sala es un equipo español de fútbol sala en Orense. El club participó en nueve temporadas de división de honor, la última fue la 2001-2002. 

## Origen
El club fue fundado en 1981 y su estadio es Pazo dos Deportes Paco Paz con capacidad de 6 000 personas. 
Desde la temporada 2009-2010 el club solo compite en categorías inferiores. 

## Palmarés
- Campeón de Primera Nacional "A" 1992/1993
- Campeón de división de plata 1998/1999
- Campeón Copa Xunta de Galicia 1996/1997, 1999/2000, 2000/2001